# 帕皮斯·西塞
帕皮斯·登巴·西塞（法語：Papiss Demba Cissé，1985年6月3日—），是一名塞内加尔足球运动员，司职前锋。曾效力土超球隊費倫巴治。

## 俱乐部生涯

### 早期
西塞出道于塞内加尔当地的青训学院AS Génération Foot，在塞内加尔超级联赛球队达喀尔海关开始职业足球生涯。2005年夏季，他转会加盟法国足球甲级联赛球队梅斯。一个月后，他被租借到法丙球队瑟堡锻炼。他在2005/06赛季中为瑟堡队联赛出场26场打进了11球。赛季结束后，他回到已经降级到法乙的梅斯，并在这里效力了3个半赛季，其中2007/08赛季，由于梅斯升级回法甲，西塞没有得到太多机会而在2008年1月至6月被租借到法乙球队沙托鲁半个赛季。

### 弗赖堡
2009年12月28日，西塞以160万欧元的身价转会加盟德国足球甲级联赛球队弗赖堡。西塞之所以会成为弗莱堡的转会目标，是因为他曾在2009年夏季的季前热身赛一传一射，帮助梅斯以2比1的比分击败弗赖堡。不过，这次转会险些因为转会费的问题没有达成一致而泡汤，此外，汉诺威96也曾对西塞表示出浓厚的兴趣。在效力弗赖堡的第一个赛季，他在联赛出战16场取得6个进球。2010/11赛季，西塞在他第一个完整的德甲赛季中表现出色，联赛出场32次射进22球，仅次于为拜仁慕尼黑攻入28个进球的，位列射手榜次席。西塞还因此创造了一个俱乐部纪录和一个联赛纪录，成为弗赖堡队史的单赛季联赛进球最多的球员，同时也超越前法兰克福的加纳前锋在1992/93赛季的20球，成为德甲单赛季进球最多的非洲球员。这个赛季，西塞还获得EFFIFU德甲联赛最高效射手奖。

### 纽卡斯尔联
2012年1月17日，在塞内加尔国家队的锋线搭档的介绍下，西塞和英格兰足球超级联赛球队纽卡斯尔联签订一份五年半的合同，加上附加条款（出场数和进球数）转会费估计为1000万英镑。他身披球队的9号球衣。2月5日，西塞在完成了他在纽卡斯尔联队首秀。他在比赛第14分钟时替补受伤的出场，并在第71分钟射进制胜球，帮助球队主场2比1击败阿斯顿维拉。2月11日，西塞在第一次首发出场，但纽卡斯尔联队却在客场0比5惨败给托特纳姆热刺。2月25日，他在主场2比2战平狼队的比赛第6分钟首开纪录，射进在英超联赛的第二个进球。3月25日，他在客场3比1击败西布罗姆维奇比赛的上半场梅开二度，成为自之后，加盟纽卡斯尔联后最快为球队攻入五球的球员。4月1日和6日，西塞又连续上演梅开二度的好戏，帮助球队以2比0的比分击败利物浦和斯旺西。4月9日和21日，西塞在纽卡斯尔联2比0击败博尔顿和3比0击败斯托克城的比赛中又分别射进一球。5月2日，他在客场2比0击败切尔西的比赛中梅开二度，其中第二个进球被他形容为是职业生涯最漂亮的进球。西塞在2012赛季出场14场射进13球，进球率超过20世纪20年代纽卡斯尔联的传奇射手休吉·加拉赫。

## 国家队生涯
2009年8月12日，西塞在塞内加尔和刚果民主共和国的友谊赛中首次代表国家队出场。他在这场比赛中梅开二度，帮助球队2比1击败对手。西塞入选塞内加尔参加2012年非洲国家杯的名单，他参加了塞内加尔的三场小组赛，但没有取得进球，塞内加尔以1比2的相同比分分别输给赞比亚、赤道几内亚和利比亚而遭淘汰。